# 三砂ちづる
三砂 ちづる（みさご ちづる、1958年9月6日 - ）は、日本の疫学者。津田塾大学学芸学部多文化・国際協力学科教授。山口県光市生まれ、兵庫県西宮市育ち。

## 概要
山口県光市生まれ、兵庫県西宮市育ち。1981年京都薬科大学薬学部卒業。薬剤師として働く傍ら、神戸大学経済学部（第二課程）卒業、琉球大学大学院保健学研究科修士課程修了。1999年ロンドン大学Ph.D.（疫学）。ロンドン大学衛生熱帯医学院研究員、JICA疫学専門家として活動。2001年国立公衆衛生院（国立保健医療科学院）疫学部勤務を経て、2004年津田塾大学教授。

## 著書
- 『昔の女性はできていた―忘れられている女性の身体に“在る”力』宝島社、2004年。　のち文庫　2008年
- 『オニババ化する女たち―女性の身体性を取り戻す』〈光文社新書〉2004年。
- 『疫学への招待―周産期を例として』医学書院、2005年。
- 『コミットメントの力 人と人がかかわるとき』NTT出版、2007年。
- 『月の小屋』毎日新聞社、2008年。
- 『きものとからだ』バジリコ、2008年。 （のち改題『きものは、からだにとてもいい』講談社+α文庫、2013年
- 『タッチハンガー がんばり続けてなお、満たされないあなたへ』マガジンハウス、2009年。　『抱きしめられたかったあなたへ』講談社+α文庫
- 『産みたい人はあたためて』飛鳥新社、2009年。
- 『不完全燃焼、ベビーバギー、そして暴力の萌芽について』毎日新聞社、2009年。
- 『不機嫌な夫婦 なぜ女たちは「本能」を忘れたのか』〈朝日新書〉2012年。
- 『五感を育てるおむつなし育児』中野美和子 医学監修 和田知代 実践指導』主婦の友社、2013年。
- 『太陽と月の物語』春秋社、2013年。
- 『女を生きる覚悟』KADOKAWA、2014年。
- 『女が女になること』藤原書店、2015年。
- 『女たちが、なにか、おかしい　おせっかい宣言』ミシマ社、2016年。

### 共編著
- 『女は毎月生まれかわる―からだと心が元気になる「月経血コントロール」ゆる体操』 高岡英夫との共著、ビジネス社 2004年
- 『生きがいの女性論 - 人生に満たされていないあなたへ』飯田史彦共著、PHP研究所、2006年
- 『だきしめてスローラブ ゆるやかにしなやかに男と女の性と愛』 辻信一共著、集英社 2006年
- 『身体知―身体が教えてくれること』内田樹共著、バジリコ 2006年　のち講談社+α文庫
- 『歴史と記憶 場所・身体・時間』赤坂憲雄、玉野井麻利子共著、藤原書店 2008年
- 『ゆる体操で月経☆美人　子宮をゆるめてキレイ＆快適』（高岡英夫著・巻末対談あり）アスペクト 2008年
- 『赤ちゃんにおむつはいらない 失われた育児技法を求めて』（編著）勁草書房 2009年
- 『女子学生、渡辺京二に会いに行く』津田塾大学三砂ちづるゼミ著 亜紀書房 2011　のち文春文庫
- 『女子の遺伝子』よしもとばなな共著 亜紀書房 2013

### 訳書
- Phyllis K. Danis『パワー・オブ・タッチ』メディカ出版、2003年。
- Phyllis K. Danis 著、葉祥明絵 訳『わたしにふれてください』大和出版、2004年。
- パウロ・フレイレ『新訳被抑圧者の教育学』亜紀書房、2011年。